# سی‌تی‌تی کورپوریشن
سی‌تی‌تی کورپوریشن (پرتغالی: CTT Corporation) شرکت پست چینی است، که در سال ۱۸۸۴ توسط شرکت سی‌تی‌تی تأسیس شد.